# 岱鐸
岱鐸（1933年10月4日—2010年11月27日），蒙特内哥罗畫家

## 藝術生涯緣起
1956年岱鐸前往巴黎找工作，並尋求成為藝術家的機會，透過平板印刷的工作，岱鐸很快學會法文，並結識知名藝術家，例如Kalinowski與让·杜布菲，以及一些藝品商，朋友中藝術家Bernard Réquichot啟發岱鐸創意，且在藝品商人Daniel Cordier的協助下，1958年岱鐸舉辦了自己的作品展，進而展開岱鐸不平凡的藝術生涯。
1960年岱鐸在Oise（巴黎北方）定居下來，一生主要的創作與生活都在Oise 。
2010年岱鐸参加上海世博会，并在蒙特内哥罗馆展出他的作品。

## 繪畫作品

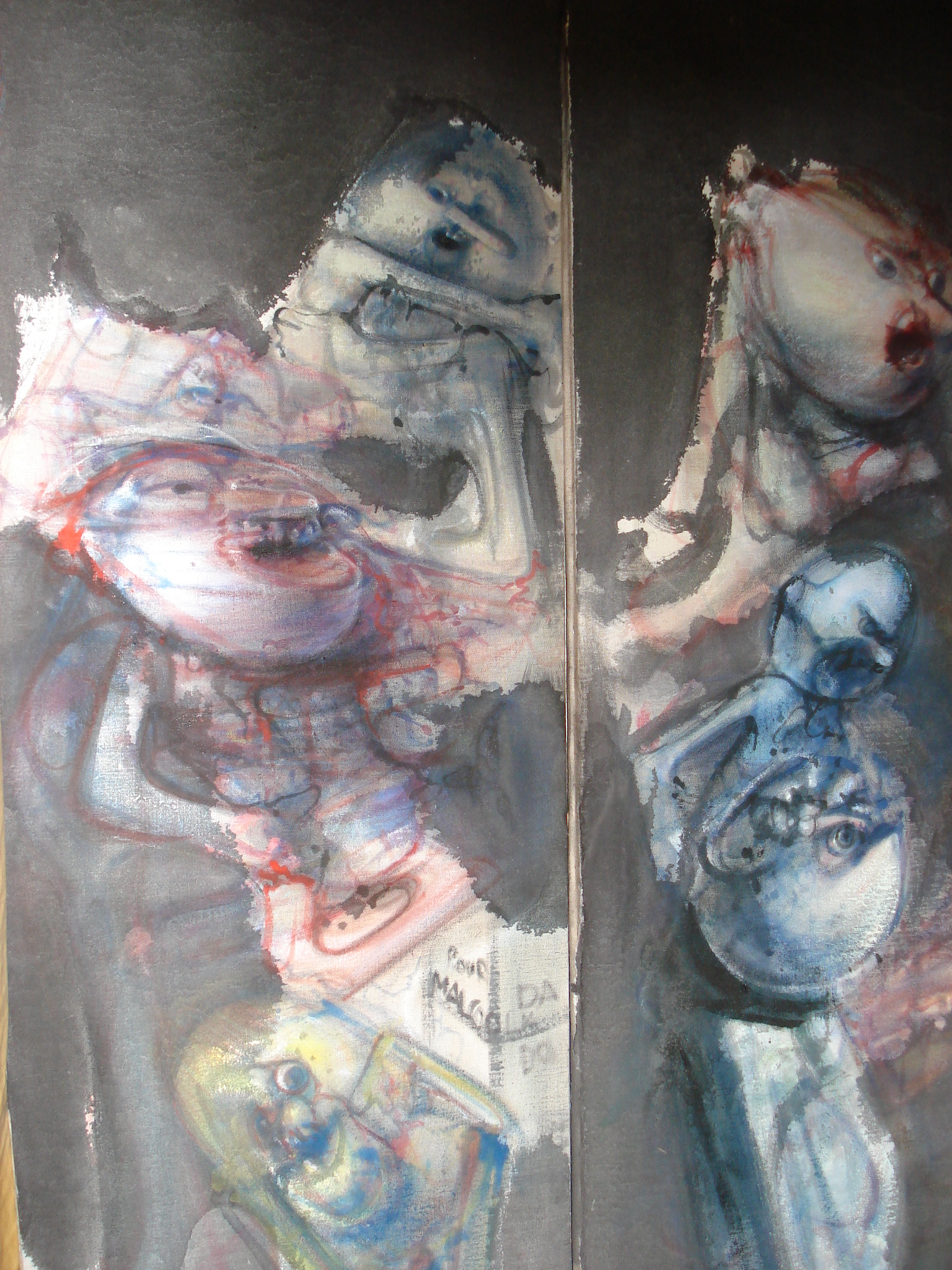
布上油画 – 无题, 1997

岱鐸從事將近六十年的繪畫創作生涯，主要以油畫為主，且隨著不同時期，岱鐸的畫作有不同的演進，具有代表性的作品包括：
- 《殺害無辜，聖經故事》（Les Limbes ou Le Massacre des Innocents，1958–1959年）
- 《廣大的農場》（La Grande Ferme，Hommage à Bernard Réquichot，1962–1963年）
- 《雙面畫-岱鐸的家》（Le Diptyque d'Hérouval，1975–1976年）
- 《小女孩的學校》（L'École de Prescillia，2001–2002年）

### 雕刻作品
岱鐸1966年開始創作雕刻作品，1967年時在諾曼第由Alain Controu協助下從事銅板雕刻，兩人的合作一直延續到1990年代為止 。岱鐸一部分的作品由法國國家圖書館收藏。

## 雕塑與陶製作品
雕塑作品在岱鐸的創作中佔有重要的角色，早從1962年起岱鐸已開始從事雕塑，但主要的作品則在2000年後一直到過世前這段時期裡所創作。
1968年岱鐸在巴黎的CNAC（法國現代藝術中心）展出運用相當多的動物的骨骸組成一台呈現破壞性視覺的汽車（Citroën Traction Avant）。
岱鐸晚年主要的作品以雕塑為主，2009年時在蒙特內哥羅政府的贊助下，一套27件的的雕塑作品《Les Elégies Zorzi》在威尼斯藝術展裡展出。而岱鐸的陶製作品中最引人注意的作品是為向法國作家依蕾娜·內米洛夫斯基致敬的陶製作品。

## 珍藏版書籍
身為一位藏書者，岱鐸與其所認識的作家例如乔治·佩雷克、Pierre Bettencourt與Claude Louis-Combet一起合作，或者為其所喜愛的作品例如Barbey d'Aurevilly、弗朗茨·卡夫卡等創作插畫。其中這些藏書的訂單來自法國國家圖書館。

## 舞台藝術創作
1990年在對音樂創作家格奥尔格·弗里德里西·韩德尔的作品興趣驅使下，岱鐸為舞台導演Jean-Louis Martinoty在德國卡爾斯魯厄國家劇院的帖木儿歌劇（音樂由格奥尔格·弗里德里希·亨德尔、樂團指揮家Roy Goodman）創作舞台藝術。
1996年在法國貢比涅帝國劇院（Théatre Impérial de Compiègne）為音樂家Stavros Xarchakos創作的歌劇Llanto por Ignacio Sanchez。創意來自西班牙詩人Garcia Lorca费德里戈·加西亚·洛尔卡，由Pierre Jourdan導演世界首演舞台創作 。

## 外部連結
- 岱鐸的官方主页,英文 （页面存档备份，存于）